# История на света: Част I
„История на света: Част I“ (на английски: History of the World, Part I) е американска комедия от 1981 година на режисьора Мел Брукс, който пресъздава в пародиен стил епизоди от световната история на човечеството.

## Сюжет
Внимание:  Текстът по-долу разкрива сюжета на произведението (или части от него)!

### „Каменната епоха“ (The Stone Age)
Историята на човечеството започва в пещери, където живеят праисторически хора. Нашите далечни предци се научават да палят огън и изобретяват първите примитивни оръжия. Хората започват да изпитват романтични чувства един към друг, появяват се първите бракове – хетеро и хомо. Пещерните хора са привлечени от изкуството и така се появяват първият композитор и първият художник (което от своя страна поражда първия критик).

### „Старият завет“ (The Old Testament)
Моисей се изкачва на планината Синай и Господ му говори много високо. Господ дава на Моисей три каменни плочи, на които са написани 15 заповеди, но Моисей изпуска една от плочите и така за евреите остават само 10 заповеди.

### „Римската империя“ (The Roman Empire)
Стендъп комикът Комикус временно е без работа. Той се скита из големия град в търсене на работа и случайно среща чаровната Мириам, жрица на богинята Веста. Комикус се влюбва в нея, но според римското право весталките трябва да останат девствени. Минавайки покрай търг, на който се продават роби, Комикус купува роб на име Йосиф, който вече е бил на път да бъде изяден от лъвове. Изведнъж при Комикус дотича неговият приятел Свифтус, който си е намерил отлична работа – представление в двореца пред самия император Нерон. За Йосиф има работа – Мариам му помага да стане слуга на императрицата Нимфа.
Императорът непрекъснато се храни с вкусна храна и полудява от безделие. Първоначално изпълнението на Комикус го забавлява много, но след това Комикус прави много неуспешна шега и разгневен Нерон нарежда Комикус да бъде убит. В същото време се появява и Йосиф – той разлива вино върху Нерон, който казва и него да убият. Между Комикус и Йосиф се организира гладиаторски дуел, но с помощта на Мириам те успяват да избягат. На колесница, теглена от кон на име „Чудо“, приятелите бягат от преследването. Те спират близо до малка таверна, където Комикус става сервитьор и се озовава на „другарска вечеря“, в която участват Христос и неговите ученици. Комикус се опитва с всички сили да угоди на Исус и апостолите, така че те да направят голяма поръчка, но в това време пристига Леонардо да Винчи и започва да рисува групов портрет – картината „Тайната вечеря“, в която Комикус е изобразен до Христос.

### „Испанската инквизиция“ (The Spanish Inquisition)
Над Средновековна Европа се вихри черният дим на зловещо аутодафе. Всемогъщата инквизиция жестоко измъчва и изгаря еретиците на клада, а всичко това се ръководи от великия и страшен Торквемада, който не познава жалост. Една от най-важните задачи на инквизицията е да принуди евреите да се откажат от вярата си и да станат католици. За това се използват убеждаване, мъчения и дори специални монахини, които плуват и се гмуркат в басейна.

### „Френската революция“ (French Revolution)
Революционни събития назряват в кралска Франция. Обикновените хора страдат от бедност, ядат пържени плъхове и ябълкови сърцевини, докато френските аристократи се радват на лукс и богатство. Но някои от тези аристократи разбират, че нещо трябва да се направи, в противен случай кралската власт ще бъде свалена. Граф дьо Моне пристига в двореца, за да се срещне с Луи XVI. Кралят се забавлява безгрижно: стреля по селяните си, които използва като мишени, и непрекъснато съблазнява придворните красавици. Младата мадмоазел Рембо се обръща към похотливия крал с молба да освободи баща ѝ от Бастилията. Людовик се съгласява да помогне, но в замяна изисква нещастното момиче да прекара нощта при него.
По това време граф дьо Моне обяснява на краля на Франция, че скоро ще започне революция в страната и че Луи може да бъде спасен само по един начин – да постави двойник на негово място. Страхливият крал много харесва тази идея и назначава за свой двойник слугата Писбой, който носи кофа в кралската градина, в която пикаят аристократичните гости на френския монарх. Вечерта Писбой се озовава в кралските покои и при него идва мадмоазел Рембо. Писбой се оказва благороден човек и помага на момичето да спаси баща си без никакъв секс, но по това време тълпи от непокорни парижани, водени от мадам Дефарж, нахлуват в двореца. Писбой се опитва да обясни на всички, че той не е крал, но ликуващи революционери го влачат към екзекуцията. Гилотината е на път да отсече главата на „фалшивия крал“, но в това време същата римска колесница, в която е впрегнат конят „Чудо“, се появява на площада. Писбой е спасен, а приятелите прескачат напред към новите епизоди от Световната история.

### Сюжети от втората част: „Хитлер на лед“, „Викингско погребение“, „Евреи в космоса“ (Hitler on Ice,Viking funeral,Jews in Space)
В края на филма е представен измислен трейлър на „Историята на света, Част II“, който показва Хитлер да се пързаля, викинги, погребващи своя съплеменник, и весели евреи, които пеят и се бият едновременно в своите космически кораби (под формата на звезда на Давид) в една далечна, далечна галактика…

## Актьорски състав
- Орсън Уелс – разказвач

„Каменна епоха“ (The Stone Age)
- Сид Цезар – главен пещерен човек, „художник“ и „композитор“ от каменната ера
- Сами Шор – праисторически човек
- Руди Де Лука – примат / жител на пещера
- Лий Френч – праисторически човек
- Ричард Карън – праисторически човек
- Сузет Карол – праисторически човек
- Джей Джей Бари – праисторически човек
- Ърл Фин – праисторически човек
- Сюзън Кент – праисторически човек

„Стар завет“ (The Old Testament)
- Мел Брукс – Моисей
- Карл Райнър – Божият глас (не е посочен в надписите)

„Римска империя“ (The Roman Empire)
- Мел Брукс – Комикус, философ и стендъп комик
- Мери-Маргарет Хюмс – Мириам, жрица на богинята Веста и приятелка на Комикус
- Рон Кери – Свифтус, помощник на Комикус
- Грегъри Хайнс – Йосиф Флавий, приятел на Комикус
- Дом ДеЛуиз – император Нерон
- Маделин Кан – императрица Нимфа
- Шеки Грийн – Марк Виндикт, най-добрият пълководец на Римската империя
- Хауърд Морис – вестоносец с прякор „Педър“
- Чарли Калас – пазарен гадател
- Пол Мазурски – римски офицер
- Род Хаасе – римски офицер
- Хени Янгман – химик
- Хю Хефнър – предприемач
- Бари Левинсън – продавач на колони за строителство
- Пат Маккормик – продавач на водопроводни системи
- Джон Майерс – глава на римския сенат
- Дена Дитрих – г-жа Компетентност, помощник на императрицата Нимфа
- Беатрис Артър – страховитата счетоводителка Внетруда (не е посочен в надписите)
- Рони Греъм – сляпият Едип, който моли за милостиня
- Даян Дей – Каладония, еротична танцьорка
- Чарлз Томас Мърфи – аукционист
- Фриц Фелд – метрдотел
- Артър Метрано – Леонардо да Винчи
- Джон Хърт – Иисус Христос
- Хенри Кайзер – Свети апостол
- Зале Кеслер – Свети апостол
- Антъни Месина – Свети апостол
- Хауърд Ман – Свети апостол
- Санди Хелбърг – Свети апостол
- Мичъл Бок – Свети апостол
- Гилбърт Лий – Свети апостол

„Испанска инквизиция“ (The Spanish Inquisition)
- Мел Брукс – Томас де Торквемада
- Рони Греъм – еврейска жертва на изтезания №1
- Джаки Мейсън – еврейска жертва на изтезания №2

„ Френска революция“ (French Revolution)
- Мел Брукс – Писбой (на френски: Garçon de Pisse – „момче за пикаене“) / Луи XVI
- Памела Стивънсън – мадмоазел Рембо, младо момиче, чийто баща е затворен в Бастилията
- Спайк Милигън – мосю Рембо, баща на мадмоазел Рембо
- Харви Корман – граф дьо Моне
- Андреас Вуцинас – Бернез, приятел на граф дьо Моне
- Джон Хилърман – богаташ
- Клорис Лийчман – г-жа Дефарж, лидер на якобините
- Сидни Ласик – продавач на ябълкови сърцевини
- Джак Картър – продавач на плъхове
- Ян Мъри – продавач на нищо
- Джонатън Сесил – денди
- Андрю Сакс – лакей Джерард
- Фиона Ричмънд – кралица на Франция
- Найджъл Хоторн – длъжностен гражданин
- Бела Емберг – Багет
- Джордж Лейн Купър – палач
- Стефани Мариън – лейди Мари
- Ройс Милс – херцог Донефиър
- Майк Котрел – Тартюф
- Джералд Статън – Лефевр
- Джон Гаван – Марше
- Ръсти Гоф – Льо Мъф

## Интересни факти
- Пристигането на Комикус в двореца на Нерон е заснето в хотел „Caesars Palace“ в Лас Вегас.
- Първоначално ролята на Джоузеф трябва да се изпълнява от актьора Ричард Прайър, но точно преди началото на снимките Прайър изпада в неприятна ситуация, свързана с наркотици, и ролята е поверена на Грегъри Хайнс.
- Филмът е оценен с „R“ за „груб сексуален хумор и език, комично насилие, секс и голота и употреба на наркотици извън екрана“.
- Фразата „Добре е да си крал“ от епизода „Френската революция“ е произнесена от Мел Брукс в края на филма „Робин Худ: Мъже в чорапогащи“.
- В началото на епизода „Френската революция“ показват улица в беден квартал на Париж с грубото име „Rue De Merde“ – „Улица на говна“.
- Ролите на жрици весталки (които са положили клетва за целомъдрие) в двореца на Нерон са изпълнени от модели на световноизвестното еротично списание „Плейбой“.
- В епизода „Старият завет“ на третата каменна плоча, която Моисей случайно изпуска, има още пет забрани, включително „Не се смейте!“, „Не купувайте!“ (т.е. забрана за шопинг) и „Не прекъсвай!“ (което означава да не се мисли дълго време и веднага да се впусне в полов акт).
- В интервю от 2012 г. за Гилдията на режисьорите на Америка, Мел Брукс разкрива, че епизодът „Старият завет“ е измислен от него в последната минута. „Разглеждах декорите, създадени за епизода от каменната ера, когато зъбните колела в главата ми започнаха да се въртят. Е, къде да отида сега? Планирах да пропусна Библията и да отида направо в Рим.“ Но изведнъж Брукс осъзнава, че пейзажът на „каменната ера“ може да му позволи да отрази още една глава от световната история. С някои малки промени Брукс превръща фалшивите си пещери във върха на планината Синай и заснема кратък, но много забавен епизод за Стария завет.
- Когато глашатаят Педрил върви до Марк Виндикт, той непрекъснато крещи: „Помни, че си смъртен!“. В Древен Рим наистина е имало такъв обичай, когато пълководците, които влизат в Рим след победата, са придружавани от слуги, които викат „Memento mori!“.
- В епизода „Римската империя“ Едип е на пазара, проси и носи тъмни слънчеви очила като индикатор за слепота. Когато Йосиф минава покрай него, той удря Едип по ръката и казва: „Хей, копеле такова“. Цар Едип е митична фигура, за която е предсказано да убие баща си и да се ожени за собствената си майка. Когато ужасното пророчество се сбъдва, Едип си изважда очите и ослепява.
- Музиката, използвана в епизода „Евреи в космоса“, по-късно е ремиксирана за номера „Мъже в чорапогащи“ във филма „Робин Худ: Мъже в чорапогащи“.
- Този филм е кинематографичен дебют за трима актьори едновременно: Грегъри Хайнс, Мери-Маргарет Хюм и Памела Стивънсън.
- В този филм Мел Брукс е като истински „човек оркестър“. Първо, изиграва пет роли наведнъж: Мойсей, Комикус, Торквемада, Писбой и крал Луи XVI. И второ, във филма е едновременно сценарист, продуцент, режисьор, композитор, текстописец на песните „Евреи в космоса“ и „Инквизиция“ и изпълнител на тези песни.
- Предварително е договорено Орсън Уелс да получава пет хиляди долара на ден за работата си като „разказвач“. Брукс изчислява, че Уелс ще трябва да прекара пет осемчасови дни в записване и презаписване на всички текстове на филма и затова Брукс плаща на Орсън двадесет и пет хиляди долара предварително. До обяд на първия ден обаче Уелс записва текстовете си перфектно. „О, Боже, можех да ти платя само пет хиляди долара!“ – Брукс се оплакал шеговито, след което попитал Уелс как смята да похарчи толкова лесно спечелените си пари. „Кубински пури и хайвер от есетра“ – отвърнал спокойно Уелс.
- Фоновата музика в погребалната процесия на викингите е взета от музиката на Джон Морис от друг филм на Мел Брукс „Дванадесетте стола“.
- Във филма Джоузеф казва, че е от Етиопия. На въпроса къде живее там, Джоузеф отговаря: „125-а улица“. Това е известна улица, която се смята за „главната улица“ на Харлем.
- Бюджетът, оценен на около единадесет милиона долара, надхвърля бюджета на предишните три филма на Брукс взети заедно. Особено скъпи се оказват снимките на епизода „Испанската инквизиция“.
- В интервю Мел Брукс казва, че във филма има кратка сцена за ужасния инцидент в Тримилния остров: „В резултат на ядрено делене имах баща и майка, които приличаха наполовина на куче и наполовина на котка“. По време на тестовите прожекции публиката реагира силно негативно на сцената и затова тя не е включена в окончателната версия на филма.
- Това е вторият филм на Мел Брукс, в който героят Харви Корман неправилно се споменава с първото си име („граф Мани“ и други вариации) през цялото време. Първият е филмът „Блестящи седла“.
- Името на героя „Свифтус“ е пародия на известния холивудски агент Свифти Лазар.
- Сцената, в която „монахините“ се издигат от водата (в епизода „Испанската инквизиция“), всъщност е заснета отзад напред. Момичетата първо се потапят във водата, а за филма сцената е пусната в обратен ред.
- Сцената на погребението на викингите използва кадри от филма от 1958 г. „Викинги“.
- „Дворецът на краля на Франция“ всъщност е английски. Снимките на епизода „Френската революция“ се провеждат в двореца Бленхайм в Оксфорд, Англия. Заключителните титри на филма показват, че дворецът е използван с разрешението на херцога на Марлборо (Джон Джордж Вандербилт Хенри Спенсър-Чърчил, 11-и херцог на Марлборо).
- Създавайки образа на своя герой Комикус, Мел Брукс нарочно копира поведението и израженията на лицето на своя идол, известния комик Еди Кантор. Дори късата тога, носена от Комикус, е копирана от тази, носена от Кантор във филма от 1933 г. „Скандали в Рим“.
- Музикалният номер в епизода „Испанската инквизиция“ е поставен в стила на стар мюзикъл на MGM с воден балет на Естер Уилямс и заснет в „Paramount Pictures“, на сцена, която преди е била собственост на Хауърд Хюз. Инсталиран е огромен плувен басейн за лична употреба на Хюз.
- В епизода „Френската революция“ дворцовата охрана, която среща каретата на граф дьо Моне, е въоръжени с детски пушки. Такива „пушки“ са били използвани в Дисниленд по време на представления, свързани с „престрелки“. „Пушката“ е заредена с малки хартиени ролки с точки от барут, за да звучи като изстрел.
- В епизода, когато викингите свалят шлемовете си по време на погребението, те все още имат рога. По този начин Брукс осмива глупавия и антисемитски средновековен мит, че евреите са имали рога.
- Корабът за Юдея носи името на израелската авиокомпания „Ел Ал“ на платната си.